# Claquete
Claquete tradicional de lousa

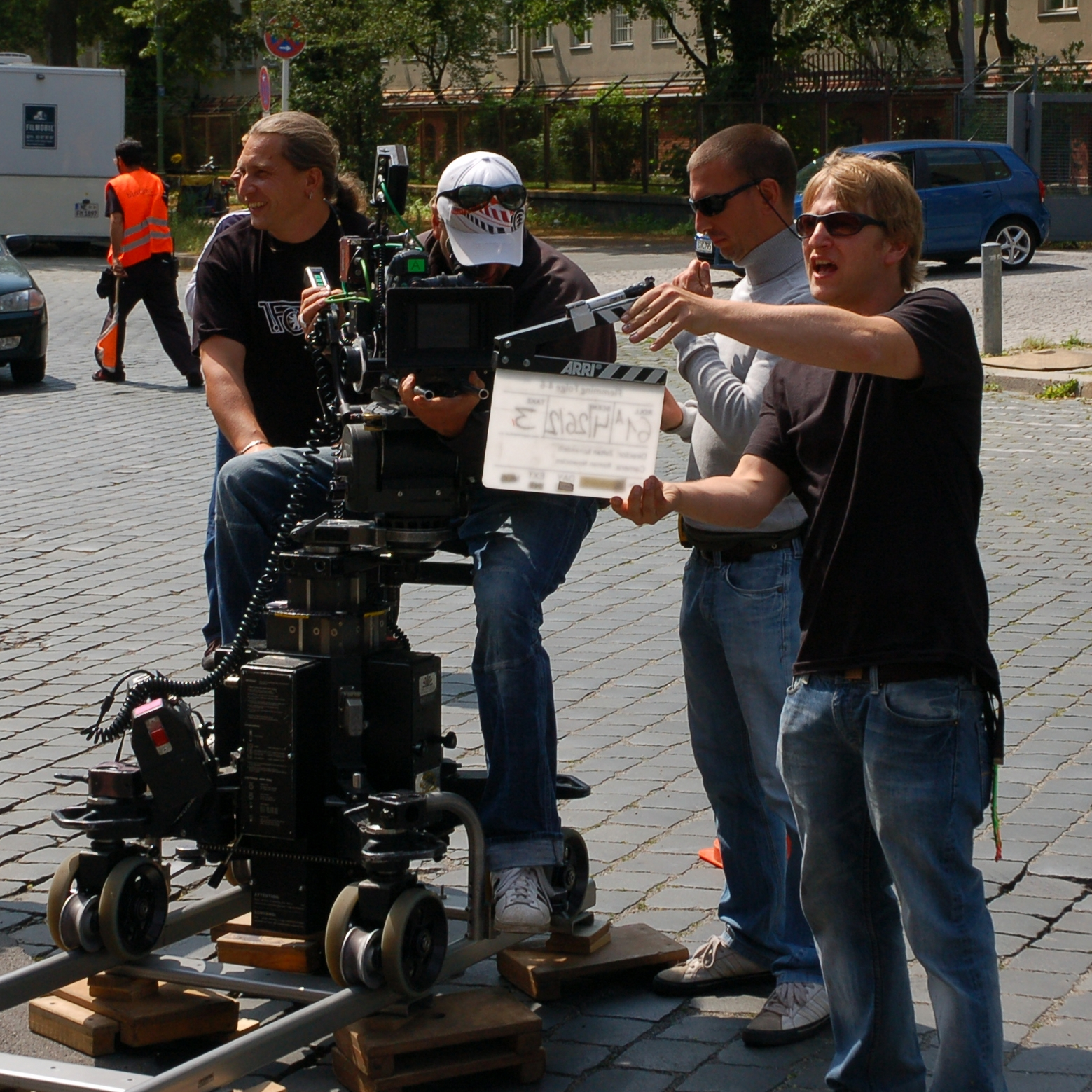
Uma equipe de filmagem utilizando a claquete

Claquete é um dispositivo usado no cinema e audiovisual para identificar os planos e tomadas rodados durante a produção, e também para ajudar na sincronização entre imagem e som. É normalmente formada por uma peça maior, onde são escritos os dados de identificação da tomada, e uma menor, articulada, que é batida contra a peça principal, provocando um ruído característico. O nome claquete vem do francês claquette, que produz um ruído seco e estrepitoso.

## Funções da claquete
A batida da claquete, e portanto sua função de sincronização, é necessária sempre que a imagem e o som do produto audiovisual em questão são captados em equipamentos separados. Tradicionalmente, no cinema, a imagem com impressão de movimento é captada pela câmara cinematográfica e o som (desde o final dos anos 1920) por um gravador sonoro, e portanto em suportes separados: o filme cinematográfico e a fita magnética de som. Já no vídeo, surgido nos anos 1950, som e imagem eram captados com o mesmo equipamento (a câmara de vídeo) e no mesmo suporte (a fita magnética de vídeo). Por isso, durante algumas décadas, a claquete foi um dos símbolos visuais das produções de cinema, em oposição às de vídeo, que não necessitavam de pós-sincronização.
A partir do final do século 20, com o cinema digital e a convergência entre as tecnologias do cinema e do vídeo, tornou-se comum fazer mais de uma captação de som, em mais de um suporte, e as produções profissionais seguiram usando a claquete como instrumento. Até porque sua outra função, de identificação das tomadas, é necessária em qualquer tipo de produção audiovisual, uma vez que os planos e cenas são rodados fora de ordem, e muitas vezes repetidos, e devem passar pelo processo de montagem para chegar à seleção e ordenamento finais.

## Funcionamento da claquete
Uma parte das informações registradas na claquete é fixa para uma produção inteira: o nome do filme (ou telenovela, minissérie, comercial, etc.), da empresa produtora, do diretor, do diretor de fotografia, etc. As demais informações, as mais importantes para o processo de montagem, devem ser constantemente modificadas, a cada vez que a câmera é acionada. Trata-se dos números que identificam a cena, o plano, a tomada, a data, o rolo de filme (ou fita de vídeo, ou cartão de memória, etc.) e a própria câmera (quando se trabalha com mais de uma câmera). Um dos assistentes é encarregado de verificar qual plano vai ser rodado, e passar estas informações para a claquete — com giz se a claquete é de lousa, ou com marcador de tinta se o material é acrílico.
O assistente então se coloca na frente da câmara com a claquete aberta. Quando a câmara e o gravador de som são acionados, o assistente "canta" a claquete, ou seja, lê em voz alta os dados de identificação (por exemplo, "cena 15, plano 4, tomada 1"). Em seguida, bate a claquete: junta vigorosamente as duas peças, produzindo o som característico, e imediatamente sai da frente da câmara, para que o diretor possa comandar a "ação" dos atores.
Em alguns casos, a claquete é filmada no final da tomada, e de cabeça para baixo. Isto é feito quando seria muito difícil ou problemático colocar a claquete no início, por causa da precisão do foco, da posição inicial dos atores ou da câmara, etc.
Mais adiante, no processo de montagem, o montador irá identificar cada trecho de imagem pelos números registrados pela claquete no início da tomada: no caso, a primeira tomada do plano 4 da cena 15. Então, buscará o trecho de som que possui a "cantada" (identificação verbal, falada pelo assistente no momento da gravação) correspondente. O ponto de sincronia da imagem será o fotograma exato em que as duas peças da claquete se tocam. O ponto de sincronia do som será aquele em que se ouve o ruído da batida.

## Sistemas de numeração
O sistema europeu, bastante utilizado também no cinema da América Latina e especificamente no Brasil, utiliza três números para identificar as tomadas, e portanto as claquetes: um número para a cena, outro para o plano e outro para a tomada — por exemplo: "cena 15, plano 4, tomada 1". No momento da "cantada", para evitar confusão de números, muitas vezes o número da tomada é citado como ordinal — por exemplo: "cena 15, plano 4, primeira".
Já o sistema norte-americano utiliza dois números e uma letra. Hollywood parte do princípio de que toda cena pode ser rodada em um único plano, chamado "plano master", que cobre a cena inteira de uma única posição de câmara. Este plano será identificado por apenas dois números — por exemplo, "cena 5, tomada 1" (em inglês, "scene 5, take 1"). Outras tomadas deste mesmo plano (com a câmara na mesma posição, cobrindo as mesmas ações) serão identificadas como "cena 5, tomada 2", "cena 5, tomada 3", etc. Mas outros planos da mesma cena, ou seja, quando houver mudança na posição de câmara para cobrir pedaços menores deste mesmo trecho do roteiro, serão identificados por letras ao lado do número da cena: "cena 5A tomada 1", "cena 5B, tomada 1", etc.

## Histórico
Há relatos de que a primeira claquete, na verdade um par de peças de madeira articuladas, teria sido inventada pelo australiano Francis William Thring (pai do ator Frank Thring), que dirigia os Estúdios Efftee em Melbourne nos anos 1920 e 1930 . Em algum momento, provavelmente em Hollywood, a lousa com as informações da tomada e as duas tábuas articuladas foram reunidas num único objeto.
Em 1995, o norte-americano Matthew L. Davies obteve a patente da claquete eletrônica ou claquete digital (em inglês, "digital slate" ou "smart slate"). Trata-se de um dispositivo com números em LED que indicam um código de tempo (timecode) sincronizado com a câmara (ou câmaras) e o gravador (ou gravadores) de som. Com este sistema, boa parte do processo de sincronização som/imagem na montagem pode ser automatizado, e até a "batida" da claquete pode ser dispensada. Mesmo assim, por segurança ou por tradição, ainda em 2012 a maior parte das equipes de cinema no mundo inteiro continuam seguindo o ritual de "bater a claquete".

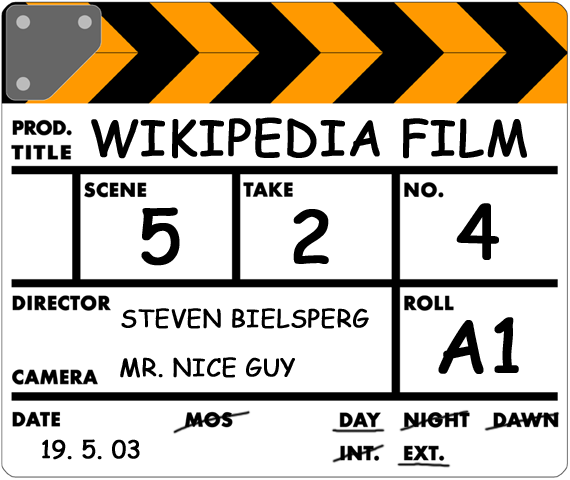
Claquete de acrílico
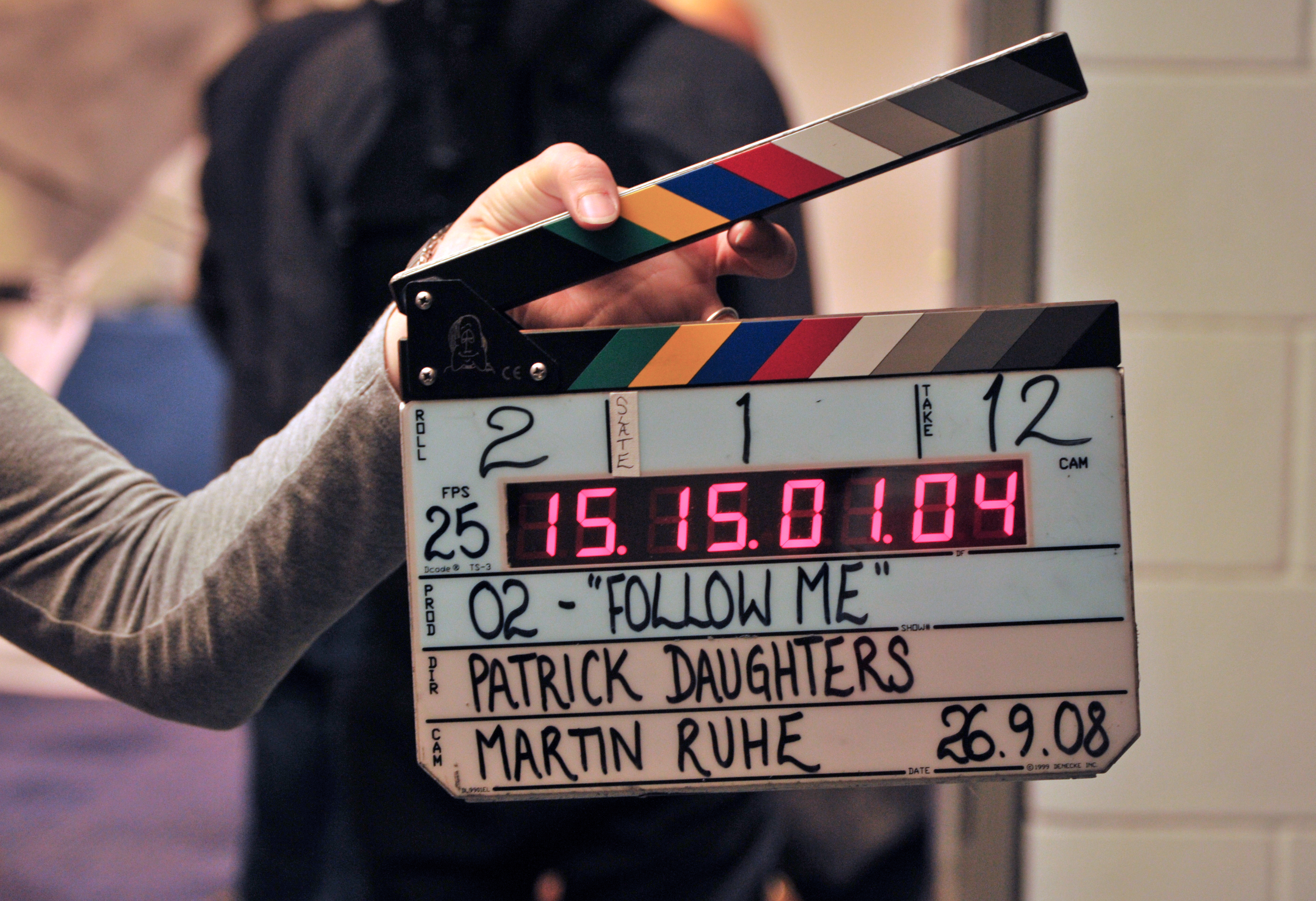
Claquete digital